# Hera (rymdsond)
Hera är ett ESA-uppdrag och rymdsond som syftar till att studera dubbelasteroiden Didymos efter att NASAs rymdsond Double Asteroid Redirection Test (DART) som planerat kraschade in i asteroidmånen Dimorphos den 26 september 2022. Uppskjutningen gjordes med en Falcon 9-raket, den 7 oktober 2024. På sin väg mot dubbelasteroiden kommer rymdsonden göra en förbiflygning av planeten Mars.
Rymdsonden bära med sig två Kubsatelliter, kallade Juventas och Milani.

## Instrument

### Hera
- Asteroid Framing Camera – två kameror för att navigera och fotografera asteroiderna, tillverkade av Jena-Optronik.[2]

- Thermal Infrared Imager – en infraröd kamera, tillverkad av Japan Aerospace Exploration Agency (JAXA).[2]

- HyperScout H – en kamera som studerar våglängder det mänskliga ögat ej kan se, tillverkad av cosine Research.[2]

- Spacecraft Monitoring Camera – en kamera riktad mot rymdsondens instrument och de båda kubsatelliterna, tillverkad av TSD-Space och Italy’s Optec SpA.[2]

- Laser Rangefinder – radar med ~1550-nm våglängd och en upplösning bättre än 1 meter, tillverkad av Jena-Optronik.[2]

- Radio Science Experiment – rymdsondens huvudantenn och antenner för att kommunicera med de båda kubsatelliterna. Antennerna kommer även att användas för att studera olika former av dopplereffekt, tillverkad av HGA.[2]

### Juventas
- Juventas Radar – en markradar som kan nå upptill 100 meter in i asteroiderna.[2]

- Gravimeter for the Investigation of Small Solar System Bodies – en gravimeter.[2]

- Juventas Narrow Angle Camera – en kamera för att navigera och fotografera asteroiderna.[2]

### Milani
- Asteroid Spectral Imager – en kamera för att studera vilka material asteroiderna är uppbyggda av.[2]

- Volatile In-Situ Thermogravimetre Analyser – ett instrument för att detektera partiklar mindre än 5-10 mikrometer.[2]

- Milani Narrow Angle Camera – en kamera för att navigera och fotografera asteroiderna.[2]